# 見市建
見市 建（みいち けん、1973年 - ）は、日本の政治学者。専門はインドネシア政治。早稲田大学国際学術院・アジア太平洋研究科教授。井植記念アジア太平洋研究奨励賞受賞。

## 人物・経歴
千葉県生まれ。神戸市育ち。関西学院高等部を経て、1996年関西学院大学法学部政治学科卒業、神戸大学大学院国際協力研究科入学。1997年スブラス･マレット大学留学（インドネシア政府奨学金）。1999年神戸大学大学院国際協力研究科修士課程修了。2002年神戸大学大学院国際協力研究科博士課程修了、博士（政治学）。同年井植記念アジア太平洋研究奨励賞受賞。同年京都大学東南アジア研究センター統合地域研究部門非常勤研究員。
外務省在シンガポール日本国大使館専門調査員、同志社大学一神教学際研究センター共同研究員を経て、2007年岩手県立大学総合政策学部講師。2010年岩手県立大学総合政策学部准教授。2011年国際交流基金アジアセンタープログラムアドバイザー。2017年早稲田大学大学院アジア太平洋研究科准教授。2019年早稲田大学大学院アジア太平洋研究科教授。2022年笹川平和財団「アジア政治リーダー対話」事業東南アジア地域支援委員。

## 著書

### 単著
- 『インドネシアイスラーム主義のゆくえ』平凡社 2004年
- 『新興大国インドネシアの宗教市場と政治』NTT出版 2014年

### 編著
- 『新版　東南アジアを知る事典』（桃木至朗らと共編）平凡社 2008年
- "Southeast Asian Muslims in the Era of Globalization" co-edited with Omar Farouk, Palgrave Macmillan 2015年
- 『21世紀東南アジアの強権政治―「ストロングマン」時代の到来』（共編）明石書店 2018年
- 『ソーシャルメディア時代の東南アジア政治』（茅根由佳と共編）明石書店 2020年